# Charles Daudelin

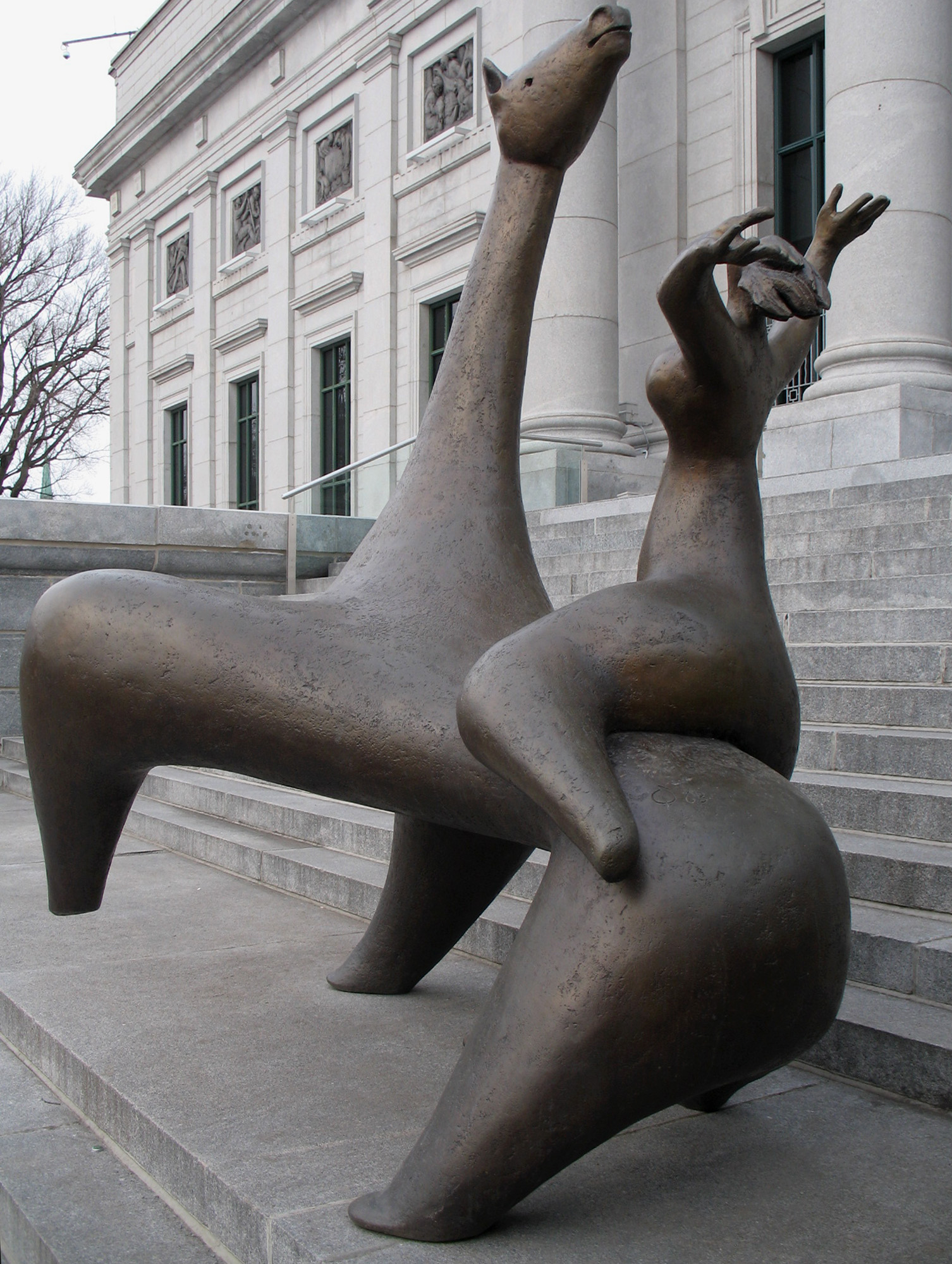
El caballero por Daudelin. Museo de Bellas Artes de Québec.

Charles Daudelin (Granby 1 de octubre de 1920 - Kirkland 2 de abril de 2001) fue un escultor, pintor y dibujante de Quebec.
Se constituyó como un pionero en la integración del arte en el espacio público. Creó numerosas obras públicas así como trofeos para las galas de Quebec Les Masques et Les Jutras. Realizó trabajos de construcción de títeres con su esposa, Louise Daudelin. Tuvo un hijo, Eric Daudelin, que es también un escultor.

## Obras Públicas
- 1980-1982 retablo de la capilla del Sagrado Corazón en la Basílica Notre-Dame de Montreal
- Obras en la Plaza Viger de Montreal
- Juntas de aluminio en la estación Mont-Royal y grandes puertas escultóricas en la estación Langelier del metro de Montreal
- Embâcle 1984, escultura en la plaza de Quebec en París
- Éclatement II 1999, escultura-fuente en la Estación del Palacio en Quebec

Su última obra en ser inaugurada fue el Passage du 2 avril, que quiere recordar la fecha de su muerte. Se instaló en la parte delantera del antiguo ayuntamiento de la ciudad de Kirkland. Fue vendido a la ciudad varios años antes de la muerte del artista, pero no fue instalada hasta después del fallecimiento de su creador.
Daudelin también ha creado numerosas obras de carácter religioso, cuyo pleno desarrollo se aprecia en la capilla de Nuestra Señora de la Providencia en Montreal.
Se creó en su honor en 1998 una película realizada por el director Richard Lavoie, Charles Daudelin, Des mains et des mots, que nos muestra al hombre detrás del artista.

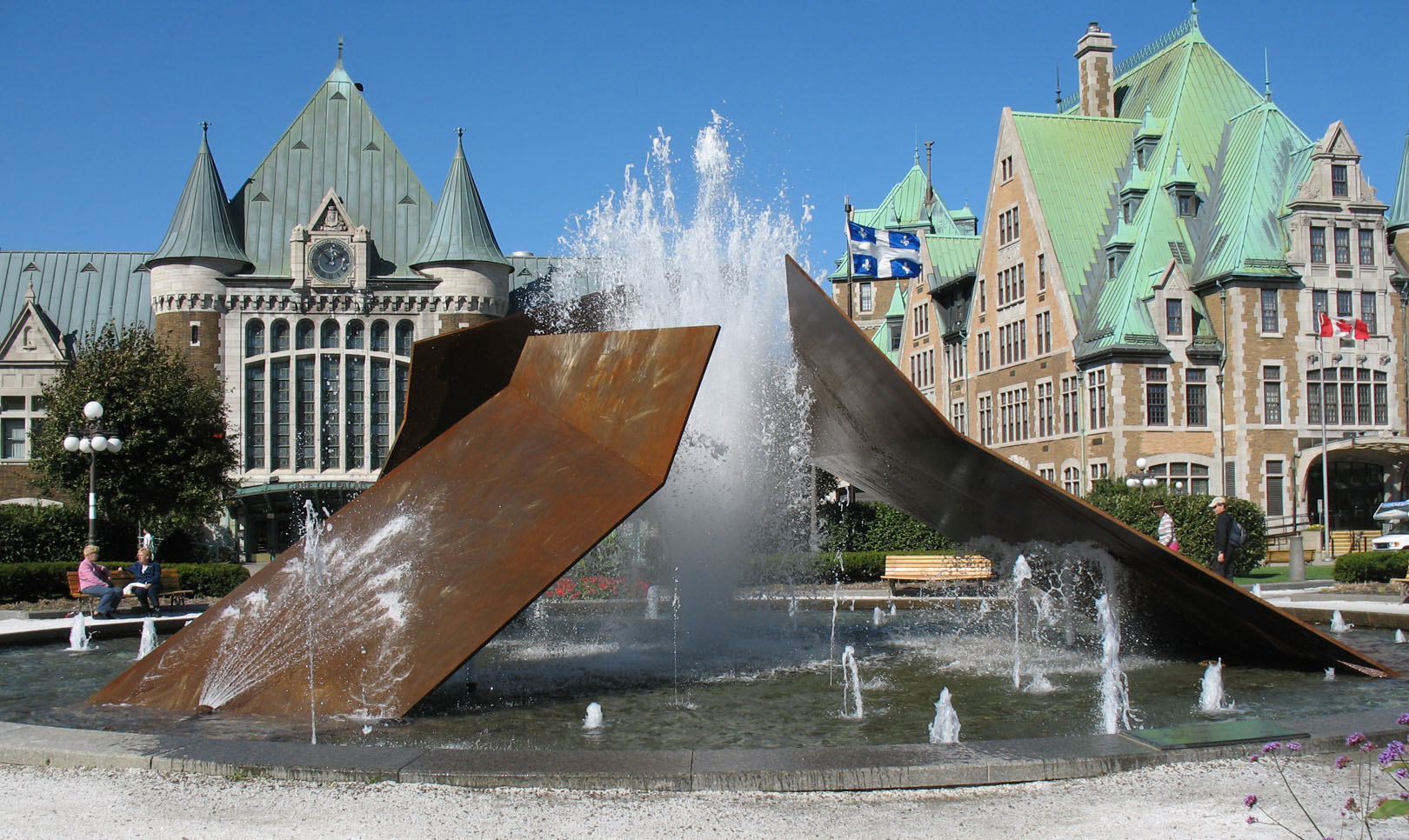
Éclatement II, Estación del Palacio en Québec.
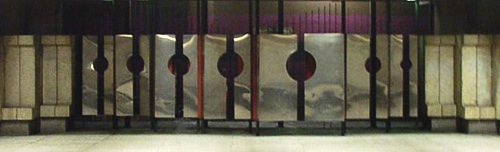
Escultura en una estación del Metro de Montreal.

## Obras en museos
- Museo de arte contemporáneo, Montreal
- Museo de Bellas Artes de Montreal
- Museo de Bellas Artes de Canadá, Ottawa
- Centro nacional de las artes, Ottawa
- Museo de arte de Joliette
- Galería de Arte Vancouver
- Palacio del Congreso de Montreal
- Cementerio Mont-Royal, Outremont
- Cementerio de la Côte-des-Neiges, Montréal

### Sala Daudelin
El Museo Nacional de Bellas Artes de Quebec, tiene una sala permanente dedicada a la obra de Charles Daudelin desde el 18 de junio de 2009. Junto a las salas dedicadas a los pintores Jean-Paul Riopelle, Jean Paul Lemieux, Alfred Pellan, la sala Daudelin recuerda la contribución de este artista en la historia de las artes visuales en Quebec con la presentación de unas 35 obras de la colección del MNBAQ.

## Honores
- 1971 - Premio Lynch-Staunton
- 1972 - Miembro de la Real Academia de las Artes del Canadá
- 1973 - Premio a la Excelencia del IRAC
- 1981 - Premio de Louis-Philippe Hébert
- 1985 - Premio Paul-Émile Borduas
- 1998 - Caballero de la Orden Nacional de Quebec